# Barylypa jacobsoni
Barylypa jacobsoni là một loài tò vò trong họ Ichneumonidae.